# Hiob (Borecki)
Hiob, imię świeckie Jan (Iwan) Borecki (zm. 2 marca 1631) – prawosławny metropolita kijowski, pierwszy zwierzchnik metropolii od czasu podpisania unii brzeskiej przez metropolitę Michała Rahozę. Jego chirotonia biskupia odbyła się bez zatwierdzenia przez polskiego króla. Hiob nigdy nie został uznany za legalnego metropolitę – legalizacja prawosławnej hierarchii nastąpiła dopiero w 1632, po jego śmierci. 

## Życiorys

### Wczesna działalność
Być może uzyskał wykształcenie poza granicami Rzeczypospolitej. W 1604 został rektorem szkoły bractwa prawosławnego we Lwowie, w 1615 przeniesiony na analogiczne stanowisko w szkole brackiej w Kijowie. Nauczał równocześnie języków starożytnych. Przed 1615 był już kapłanem. W 1618 złożył wieczyste śluby mnisze w monasterze św. Michała Archanioła o Złotych Kopułach i od 1619 był jego przełożonym z godnością igumena.

### Metropolita kijowski

#### Nielegalne odtworzenie hierarchii prawosławnej w Rzeczypospolitej
W 1620 patriarcha jerozolimski Teofan III wracał z Moskwy, gdzie przewodniczył intronizacji patriarchy Filareta. 13 sierpnia 1620 skierował list do prawosławnych mieszkańców Rzeczypospolitej z apelem o wybór metropolity kijowskiego i biskupów na wakujące katedry. W końcu tego samego miesiąca w Monasterze Kijowsko-Pieczerskim odbył się zjazd duchowieństwa i świeckich, który dokonał tegoż wyboru. W październiku 1620, pod eskortą kozaków, Teofan III udzielił chirotonii biskupiej Hiobowi (Boreckiemu), który został metropolitą kijowskim. Po nim godność biskupa przemyskiego otrzymał Izajasz Kopiński, dotychczasowy przełożony Monasteru Międzygórskiego. W 1620 i 1621 Teofan III wyświęcił jeszcze pięciu dalszych biskupów prawosławnych, którzy mieli działać na terytorium Rzeczypospolitej. Chirotonia Hioba (Boreckiego) odbyła się w brackiej cerkwi w kijowskiej dzielnicy Padół, w ścisłej tajemnicy.
Procedura reorganizacji hierarchii została przeprowadzona z pogwałceniem kanonów cerkiewnych. Przewidują one bowiem wybór biskupów w pierwszej kolejności, a następnie wytypowanie przez nich zwierzchnika, w tym przypadku metropolity kijowskiego. W 1620 postąpiono odwrotnie, wyświęcając najpierw metropolitę, a następnie dalszych sześciu hierarchów.

#### Działalność
Stałym miejscem pobytu metropolity Hioba pozostawał Kijów, gdyż tylko tam, pod opieką Kozaków, czuł się on bezpieczny. W czasie trwania w listopadzie 1620 sejmu metropolita Hiob skierował do wiernych list pasterski, w których apelował o trwanie przy prawosławiu nawet w sytuacji braku legalnej hierarchii. W 1621 wydał Protestację, w której stwierdził, że zawarcie unii zburzyło dawną przyjaźń polsko-ruską, a unici naruszają spokój w państwie. W tym samym roku unicki metropolita Józef Welamin Rutski nakazał rozesłać po całym kraju nakaz aresztowania metropolity Hioba i arcybiskupa Melecjusza, oskarżając ich o szpiegostwo na rzecz Turcji, w czym pośrednikiem miał być patriarcha Teofan III.
Sejm z roku 1623 rozważał możliwość likwidacji unii i zaplanował przeprowadzenie pod swoimi auspicjami rozmów między katolikami i prawosławnymi, reprezentowanymi odpowiednio przez prymasa i biskupów oraz przez metropolitę Hioba i biskupa połockiego Melecjusza. Od połowy lat 20. XVII w. metropolita Hiob pozostawał w kontakcie z metropolitą Józefem Welaminem Rutskim; ten drugi nawiązał wówczas pierwszy dialog z prawosławnymi na rzecz ustalenia zasad współistnienia obydwu grup wyznaniowych. Hiob pozostawał również w kontakcie z dworem carskim w Rosji i dążył do podjęcia współpracy przez Rosję i kozacką starszyznę.
W 1628 zwołał w Kijowie sobór, który miał rozpatrzyć sprawę przejścia na unię biskupa Melecjusza (Smotryckiego).
Zmarł w 1631 i został pochowany w monasterze św. Michała o Złotych Kopułach.
Ukraiński Kościół Prawosławny Patriarchatu Kijowskiego w 2008 uznał go za świętego biskupa.